# Demi-Leigh Nel-Peters
Demi-Leigh Nel-Peters (Sedgefield, 28 giugno 1995) è una modella sudafricana, eletta Miss Sud Africa 2017 e Miss Universo 2017.

## Biografia
Demi-Leigh Nel-Peters ha conseguito una laurea in gestione aziendale e nel luglio del 2017 è stata eletta Miss Sudafrica. Il 26 novembre dello stesso anno ha vinto il concorso di Miss Universo tenutosi a Las Vegas, superando le finaliste Laura Gonzales, dalla Colombia e Davina Bennett dalla Giamaica. Dalla vittoria di Margaret Gardiner nel 1978, è la quinta donna africana a vincere il titolo, seguita da Zozibini Tunzi nel 2019.